# Letiště Londýn-Luton
Letiště Londýn-Luton (London Luton Airport), dříve Luton International Airport, je letiště vzdálené zhruba 55 km na sever od centra Londýna, ve městě Luton, v hrabství Bedfordshire. Je to čtvrté největší letiště v dosahu Londýna po Heathrow, Gatwicku a Stanstedu.

## Historie
Letiště bylo otevřeno 16. července 1938. Během druhé světové války bylo základnou RAF.
Po válce byla půda vrácena městu, které pokračovalo v komerčním využívání letiště pro letecké dopravce jako například Euravia a Monarch Airlines. V roce 1972 byl Luton nejziskovějším letištěm v zemi.
V roce 1985 byla dokončena rekonstrukce letiště, která zahrnovala mimo jiné vybudování odbavovací haly pro mezinárodní lety. V roce 1990 byl Luton přejmenován na London Luton Airport pro zlepšení jména ve vztahu k mezinárodní klientele. Letiště je velmi závislé na leteckých dopravcích poskytujících levné charterové spoje (například Ryanair, později easyJet a jiné).
Bylo vybudováno nové železniční nádraží Luton Airport Parkway pro zkvalitnění spojení s Londýnem do stanice St. Pancras, na sever do Bedfordu a na jih do Wimbledonu, Suttonu, Gatwicku a Brightonu. Spojení na toto nádraží, vzdálené asi 2 km od letiště, zajišťuje bezplatná autobusová doprava.
V roce 2005 byla zahájena výstavba nové odbavovací haly, poté co počet odbavených cestujících stoupl z původních necelých 2 miliónů v roce 1995 až na necelých 8 miliónů v roce 2004.
Plánuje se výstavba nebo úprava přistávací dráhy na délku, která vyhovuje moderním velkým letadlům.